# Tethina illota
Tethina illota är en tvåvingeart som först beskrevs av Alexander Henry Haliday 1838. Enligt Catalogue of Life ingår Tethina illota i släktet Tethina och familjen Canacidae, men enligt Dyntaxa är tillhörigheten istället släktet Tethina och familjen dynflugor. Arten är reproducerande i Sverige. Inga underarter finns listade i Catalogue of Life.